# زره (فیلم ۲۰۱۸)
سیتا (به انگلیسی: Armour) فیلمی هندی محصول سال ۲۰۱۸ و به کارگردانی سریناواس مامیلا است. در این فیلم بازیگرانی همچون بلامکوندا سرینیواس، نیل نیتین موکش، کجال آگاروال، مهرین پیرزادا، هارشواردان رانه و موکش ریشی ایفای نقش کرده‌اند.